# Challenger de Santo Domingo 2022
El torneo República Dominicana Open 2022, denominado por razones de patrocinio Republica Dominicana Open at Santo Domingo, presented by Milex fue un torneo de tenis perteneció al ATP Challenger Tour 2022 en la categoría Challenger 125. Se trató de la 6ª edición; el torneo tuvo lugar en la ciudad de Santo Domingo (República Dominicana), desde el 15 de agosto hasta el 21 de agosto de 2022 sobre pista de tierra batida verde al aire libre.

## Jugadores participantes del cuadro de individuales
| Favorito | País                 | Jugador                 | Rank1 | Posición en el torneo |
| -------- | -------------------- | ----------------------- | ----- | --------------------- |
| 1        | Bandera de España    | Roberto Carballés Baena | 78    | Cuartos de final      |
| 2        | Bandera de Argentina | Pedro Cachín            | 87    | CAMPEÓN               |
| 3        | Bandera de Argentina | Tomás Martín Etcheverry | 94    | Semifinales           |
| 4        | Bandera de Colombia  | Daniel Elahi Galán      | 97    | Semifinales           |
| 5        | Bandera de Perú      | Juan Pablo Varillas     | 100   | Primera ronda         |
| 6        | Bandera de Argentina | Camilo Ugo Carabelli    | 121   | Segunda ronda         |
| 7        | Bandera de Argentina | Federico Delbonis       | 133   | Segunda ronda         |
| 8        | Bandera de Argentina | Facundo Mena            | 138   | Cuartos de final      |

- 1 Se ha tomado en cuenta el ranking del 15 de agosto de 2022.

### Otros participantes
Los siguientes jugadores recibieron una invitación (wild card), por lo tanto ingresan directamente al cuadro principal (WC):
- Peter Bertran
- Nick Hardt
- Gonzalo Bueno

Los siguientes jugadores ingresan al cuadro principal tras disputar el cuadro clasificatorio (Q):
- Nicolás Barrientos
- Pedro Boscardin Dias
- Román Andrés Burruchaga
- Facundo Juárez
- Patrick Kypson
- Nicolás Mejía

## Campeones

### Individual Masculino
- Pedro Cachín derrotó en la final a  Marco Trungelliti, 6–4, 2–6, 6–3

### Dobles Masculino
- Ruben Gonzales /  Reese Stalder derrotaron en la final a  Nicolás Barrientos /  Miguel Ángel Reyes-Varela, 7–6(5), 6–3